# 名畫的控訴
《名畫的控訴》（英語：Woman in Gold）是一部2015年英國與美國合拍的傳記片，由賽門·柯提斯執導，艾力克斯·凱恩·坎貝爾編劇。電影主演包括海倫·米蘭和萊恩·雷諾斯。其劇情改編自瑪麗亞·阿特曼的真實故事。
該片最先在2015年2月的第65屆柏林影展上首映，並於2015年4月1日在美國上映，而英國則於2015年4月10日上映。

## 劇情
一名年邁的猶太難民瑪麗亞·阿特曼住在洛杉磯切維厄特山上，她打算與她的年輕律師藍道·荀白克收回《艾蒂兒肖像一號》這幅畫。《艾蒂兒肖像一號》是奧地利畫家古斯塔夫·克林姆於1907年完成的畫作，作為布洛赫-鮑爾遺族僅存的唯一繼承人瑪麗亞與奧地利政府返打了長達六年的官司，並於2006年時，奧地利法院宣判作品歸還鮑爾家族合法繼承人。

## 另見
- 艾蒂兒肖像一號

## 外部連結
- 互联网电影数据库（IMDb）上《名畫的控訴》的资料（英文）
- Box Office Mojo上《名畫的控訴》的資料（英文）
- 爛番茄上《名畫的控訴》的資料（英文）
- Metacritic上《名畫的控訴》的資料（英文）